# Meerbach (Weschnitz)
Der Meerbach, im Oberlauf auch Schliefenbach genannt, ist ein 13 Kilometer langer rechter Nebenfluss der Weschnitz an der Bergstraße.

## Geographie
Der Meerbach gibt dem Meerbachtal (selten auch Zeller Tal) seinen Namen, in dem die Bensheimer Ortsteile Zell und Gronau liegen. Er verläuft weitgehend auf dem Gebiet der Stadt Bensheim, südlich der Erlache bildet er für ca. 500 Meter die Grenze zu Heppenheim (Bergstraße), erst kurz vor seiner Mündung erreicht er Lorsch.

### Verlauf

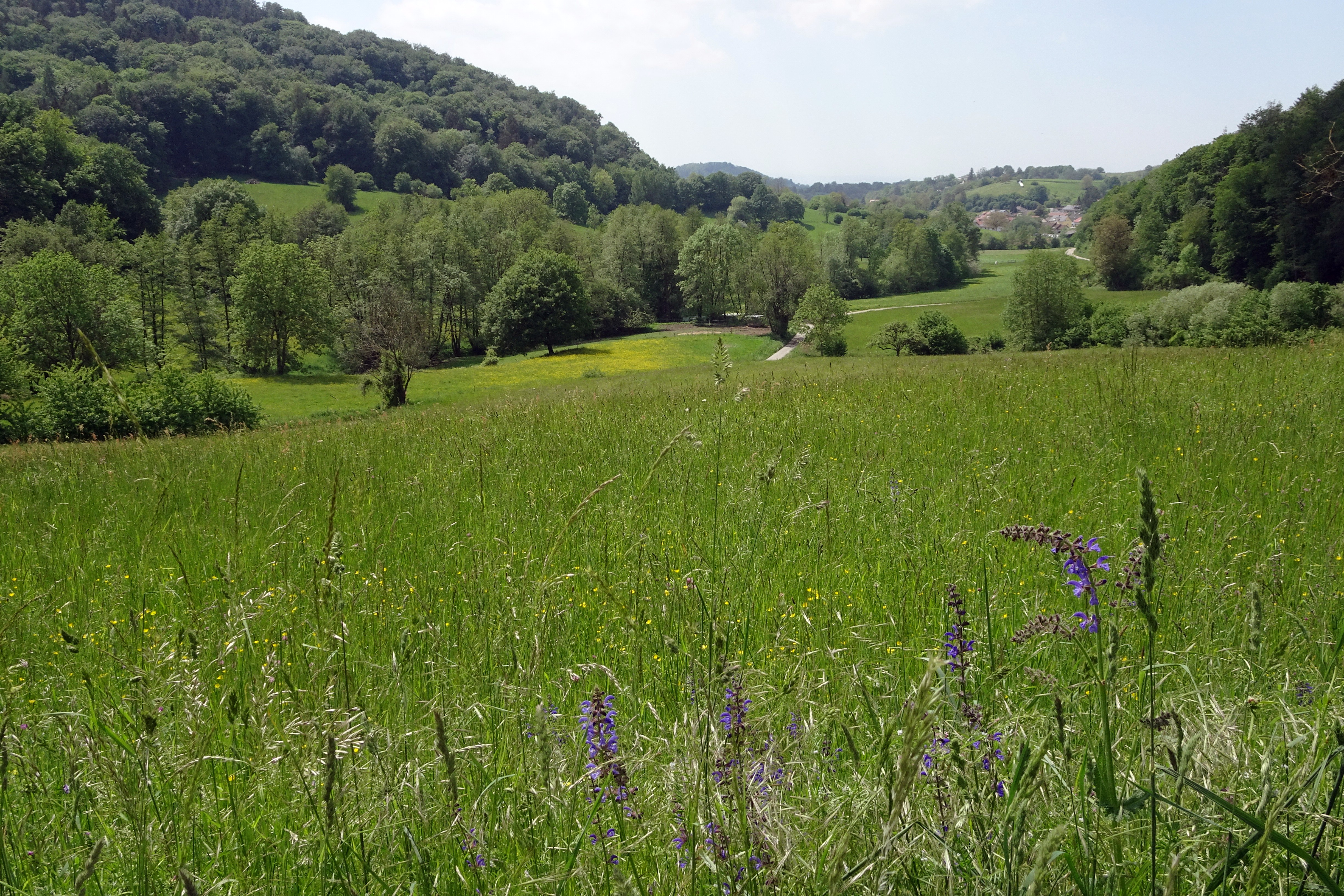
Meerbachtal östlich von Gronau (2022)

Der Meerbach (im Oberlauf bis Gronau auch Schliefenbach genannt) entspringt im Märkerwald westlich von Schannenbach unmittelbar an der Bensheimer Stadtgrenze auf Gronauer Gebiet am Kesselberg und fließt in westlicher Richtung durch das Meerbachtal nach Gronau und Zell.
Vom Ortsgebiet Gronau an begleitet die Kreisstraße K 58 bis Bensheim weitgehend seinen Lauf. In den beiden Orten ist der Meerbach teilweise überbaut oder fließt zwischen der Kreisstraße und den angrenzenden Häusern, so dass zahlreiche Grundstücke über kleine Brücken zu erreichen sind.
Westlich von Zell erreicht der Meerbach Bensheim und durchfließt zuerst das Gelände der früheren Papierfabrik Wilhelm Euler, das ab Mitte der 2010er Jahre mit Wohngebäude bebaut wurde. Die Koehler Paper Group als ursprüngliche Eigentümerin des Geländes hat sich verpflichtet, den verdolten Meerbach auf dem Gelände freizulegen und einen naturnahen Ausbau vorzunehmen.
Anschließend wendet sich der Meerbach nach Südwesten und fließt durch das nach ihm benannte Wohngebiet Meerbachviertel im Bensheimer Südosten, unterquert sodann die Bundesstraße 3 und die Bahnstrecke Frankfurt am Main–Heidelberg und erreicht südlich des Firmengeländes von Dentsply Sirona das offene Land der Oberrheinischen Tiefebene.
Südwestlich von Bensheim und kurz vor der Mündung durchfließt der Meerbach, am Südrand des Naturschutzgebietes Erlache bei Bensheim, das Feuchtgebiet des nacheiszeitlichen Neckarlaufs. Dieser mäandrierte früher entlang der Bergstraße nach Norden und mündete bei Trebur in den Rhein. Wegen seiner Bedeutung für die Vogelwelt wurde dieses Gebiet durch das Land Hessen im Umfang von etwa 2.800 ha als europäisches Vogelschutzgebiet „Hessische Altneckarschlingen“ an die EU-Kommission gemeldet. Es ist heute landesweit das beste Brutgebiet für den Weißstorch und den Teichrohrsänger und gehört zu den fünf besten Brutgebieten für Blaukehlchen, Rohrweihe, Schwarzmilan, Brachvogel, Pirol, Rohrammer, Schwarzkehlchen und andere.
Westlich dieses Gebiets unterquert der Meerbach die Bundesstraße 460 und mündet unmittelbar danach von rechts in die Weschnitz. Die Mündung liegt einige hundert Meter östlich von Lorsch in der Nähe der Einmündung der Friedensstraße auf die B 460.

### Nebenflüsse
Einige hundert Meter östlich von Gronau fließen zuerst von rechts der Bach an den Rehklingen (Klingenbach), dann von links der Saubach zu. Der Hambach entspringt wie der Meerbach am Kesselberg, fließt aber ins südlich gelegene Hambacher Tal hinab und mündet erst wenige Meter vor der Meerbach-Mündung bei Lorsch von links in diesen. Außerdem fließen einige namenlose Bäche im Oberlauf des Meerbachs zu.

## Umwelt

### Fauna
Der Meerbach wird in zwei verschiedene Fischregionen eingeteilt: Barbenregion im Unterlauf, Obere Forellenregion im Oberlauf.

### Flora
An den nördlichen Hängen des Meerbachtals oberhalb von Zell liegt die Einzellage Bensheimer Streichling des Weinbaugebietes Hessische Bergstraße. Südlich von Zell und im Norden und Westen Gronaus liegt die Einzellage Bensheimer Hemsberg. Beide Lagen sind Teil der Großlage Bensheimer Wolfsmagen.

## Mühlen
1812 gab es am Meerbach mindestens vier Mühlen, davon drei in Zell und eine unterhalb von Gronau, der Bach wurde seinerzeit offensichtlich auch Mühlbach genannt.

„Zell (Cella) […] an der Mühlbach oder Meerbach gelegen, ist ein alter Ort, der in Trad. Laur. mehrmalen vorkömmt. […] An der Meerbach sind drei Mühlen. […] Gronau, ein lutherisches Pfarrdorf, eine klein Stunde von Bensheim und eine halbe Stunde von Schönberg, heißt in alten Urkunden Grunowe auch Grunau und Grünau. Es liegt in einem schlönen grünen Thale an der Meerbach, […] Unterhalb des Dorfes aber auf der Seite ist eine Mühle zu finden.“

Eine weitere ehemalige Mühle am Meerbach ist die Hahnmühle in Bensheim.

## Sehenswürdigkeiten und Bauwerke
2,2 km nordöstlich der Ortsmitte von Gronau (49° 41′ 18″ N, 8° 42′ 22″ O) befindet sich das Naturdenkmal Schannenbacher Felsenmeer im Schliefenbach. Es handelt sich um ein Granodiorit-Blockmeer, das als Wandschluchtfelsenmeer mit Biotopcharakter geschützt ist.